# Cătălin Toriște
Cătălin Constantin Toriște (sinh ngày 20 tháng 5 năm 1996) là một cầu thủ bóng đá người România thi đấu ở vị trí hậu vệ phải cho Luceafărul Oradea.